# Drepanogynis unilineata
Drepanogynis unilineata är en fjärilsart som beskrevs av W. Warren 1914. Drepanogynis unilineata ingår i släktet Drepanogynis och familjen mätare. Inga underarter finns listade i Catalogue of Life.